# Lokomotiva SM41

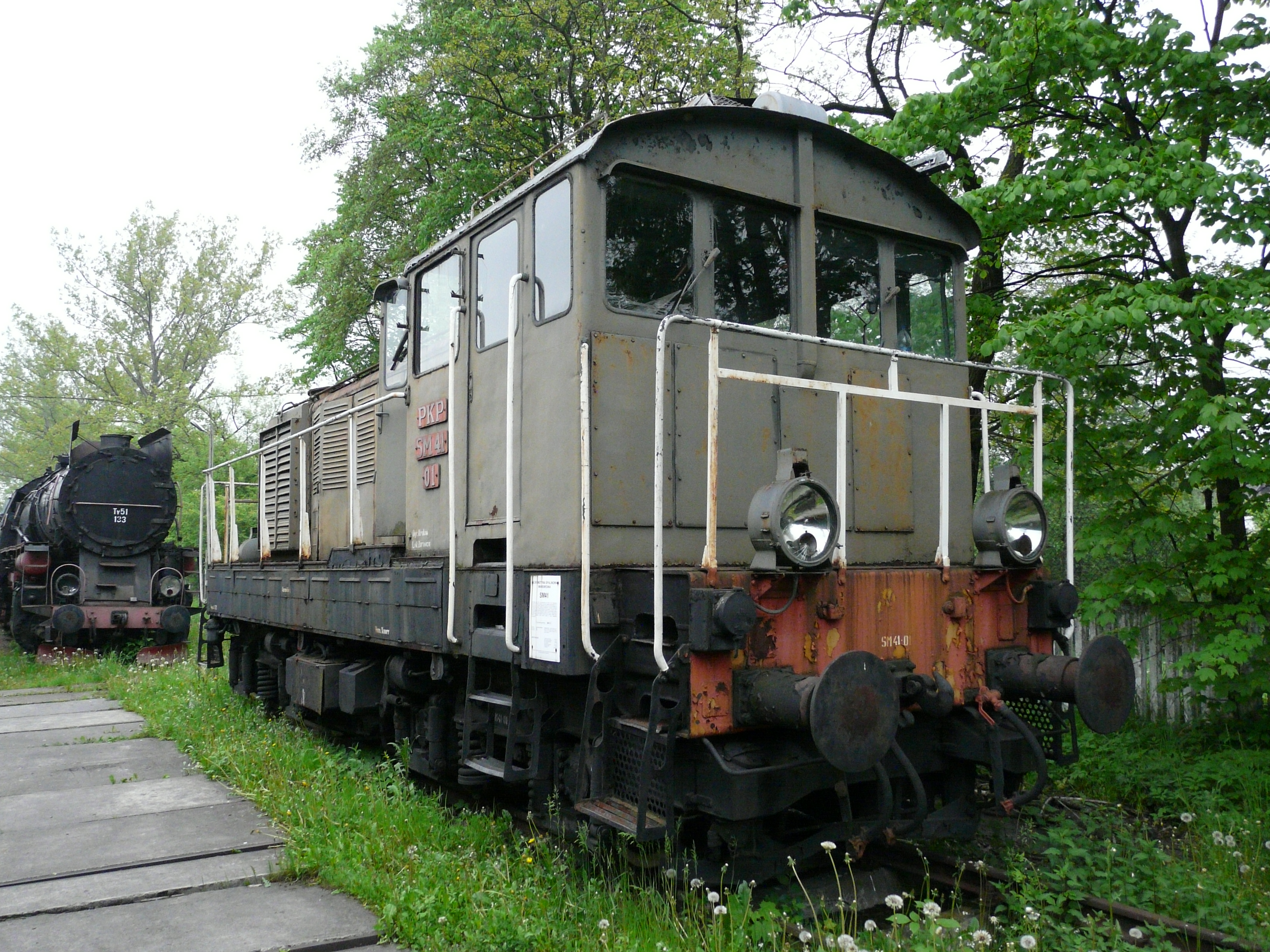
SM41-01 v Chabówce

Lokomotivní řada SM41 Polských státních drah je dieselelektrická lokomotiva maďarského původu, vyráběná v letech 1961 az 1969 firmou Ganz-MÁVAG. V Budapešti se jedná o původní řadu. Vedle státních železnic Polskie Koleje Państwowe, resp. jejich nástupnické nákladní společnosti PKP Cargo, jsou tyto lokomotivy v Polsku provozovány řadou soukromých společností, které je zpravidla označují jako řada Lwe58.
Tyto lokomotivy byly u PKP nasazeny nejdříve v DOKP (Dyrekcja Okręgowa Kolei Państwowych, tj. Oblastní ředitelství státních drah) Kraków v nákladní dopravě. Později byly nasazeny také v dálkové osobní dopravě, ale v topném období pouze s vozy, které byly vybaveny vlastním zdrojem tepla, neboť lokomotivy nejsou vybaveny zařízením pro vytápění osobních vozů.